# 研科

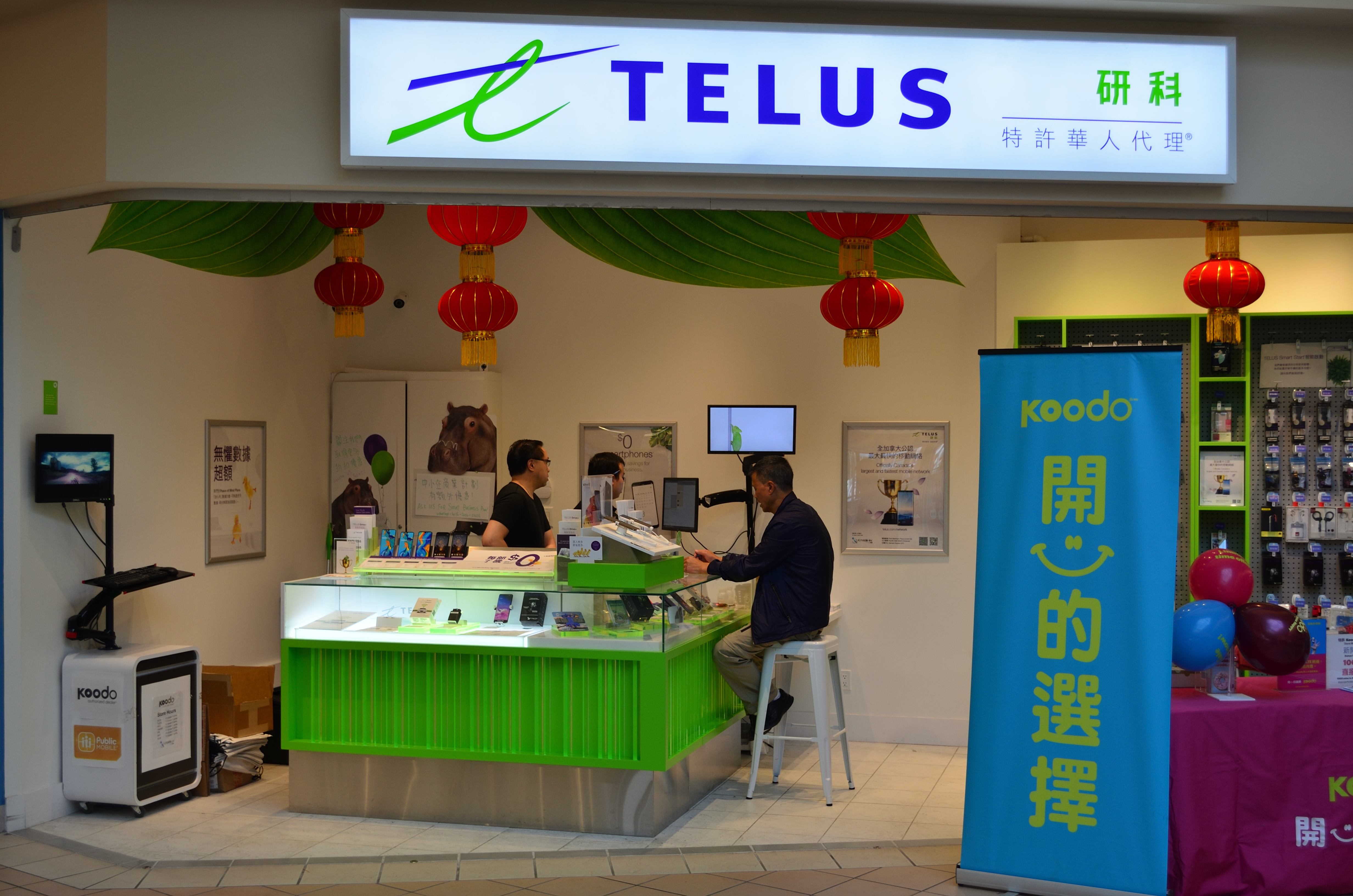
位於萬錦市的研科店

研科（英文：Telus，TSX：T，TSX：T.A，：TU）是加拿大一间以电讯服务为主体的公司。主要业务包括固定电话，移动电话，互联网等。总部设在不列颠哥伦比亚省的伯纳比市。主要竞争对手包括加拿大贝尔电话公司和罗杰斯通讯集团。
現時的研科是於1999年成立，由阿省研科公司及不列颠哥伦比亚电信公司合併而成。阿省研科的前身是阿尔伯塔省政府電話公司（Alberta Government Telephones），於1906年成立。該公司於1990年至1991年間被阿省政府私有化，改組成阿省研科，並於1995年收購省府埃德蒙顿的市營電話業務。另一方面，不列颠哥伦比亚電話公司（British Columbia Telephone Company Limited）於1904年成立，並於1993年重組後更名為不列颠哥伦比亚电信公司。合併消息剛宣佈時，新公司曾一度打算名為「BCT.Telus」，後來則簡化成「Telus」並沿用至今。

## 历史
- 2013年2月，泰勒斯公司以1:1比例将所有非投票股权置换为普通股。
- 2013年10月，Telus收购移动电话供应商Public Mobile，并于2015年重新打造为MVNO品牌[6]。

## 外部連結
- Telus研科網站